# Ревенишки мост
Ревенишкият мост (на гръцки: Γεφύρι Μεγάλης Παναγιάς) е каменен мост в Егейска Македония, Гърция.

## Местоположение
Мостът е разположен в западната част на село Мегали Панагия (Ревеник) при Базиргяновата воденица на река Комблицос (приток на Хаврияс) - единствената от трите реки на селото, която не е покрита. През моста е минавал селският път за селата Метангици и Плана на юг.

## История и описание
Мостът е с дължина 11 m, ширина 2,50 m, височина 2 m и сводест отвор 4 m. На южното му лице е имало вградена каменна плоча, която е изчезнала. Като покритие е запазен старият калдъръм, в краищата на който е имало стоящи плочи като парапет до 1929 година, когато са отнесени при голямо наводнение. Камъните са свързани с хоросан, което подкрепя мнението на жителите, че мостът много стар. На същата река, по същия път има още три каменни моста, едносводести и малки, които са ремонтирани, с цимент отстрани и бетонна плоча отгоре, по такъв начин, че каменните конструкции са изцяло покрити и не могат да се считат за традиционни. Поне един от тях, разположен близо до чешма, очевидно е стар, каменен, сводест мост. Николаос Схинас в „Οδοιπορικαί σημειώσεις Μακεδονίας, Ηπείρου, Νέας οροθετικής γραμμής και Θεσσαλίας“ от 1886 година споменава за мост по пътя от село Ревеник до село Гомати: „друг поток, наречен Ватилакка, пресича каменен мост...“ В ляво на моста е параклисът „Света Варвара“, а отзад е Базиргяновата воденица, работила до 1950 година.